# Eerikki
Eerikki est un prénom masculin finnois.

## Prénom
Ce prénom est porté par :
- Eerikki Koivu (en) (né en 1979), joueur finlandais de hockey sur glace
- Eerikki Tuurenpoika (en) (mort en 1511), conseiller royal suédois
- Eerikki Viljanen (en) (né en 1975), homme politique finlandais